# Harpersdorf
Harpersdorf ist ein Ortsteil von Kraftsdorf  im Landkreis Greiz in Thüringen.

## Geografie
Harpersdorf befindet sich östlich von Kraftsdorf und besitzt eine ähnliche geografische Lage wie die Kerngemeinde. Der Ort liegt an der Landesstraße 1070 und am Erlbach. Er wird nördlich von der Bundesautobahn 4 flankiert. Die Bundesbahnstrecke Gera-Hermsdorf führt auch durch die Flur. Weithin sichtbar ist der Tümmelsberg mit einer Gipfelhöhe von 361,5 Meter über NN. In Harpersdorf fließt die Tesse in den Erlbach, einen Zufluss der Weißen Elster dessen Verlauf die Hauptstraße folgt.

## Geschichte
Am 13. April 1333 wurde das Dorf erstmals urkundlich erwähnt. 1818 wurde die Dorfkirche Harpersdorf geweiht, die 1945 durch einen Bombenangriff zerstört und 1946 wieder aufgebaut worden ist.
Am 1. Juli 1950 wurden die Bauerndörfer Oberndorf und Harpersdorf nach Kraftsdorf eingemeindet. Harpersdorf blieb Schulstandort. Harpersdorf ist Schwerpunkt des EU-geförderten Dorferneuerungsprogramms, durch das vor allem im Jahr 2013 weitgehende Modernisierungsmaßnahmen finanziert wurden.

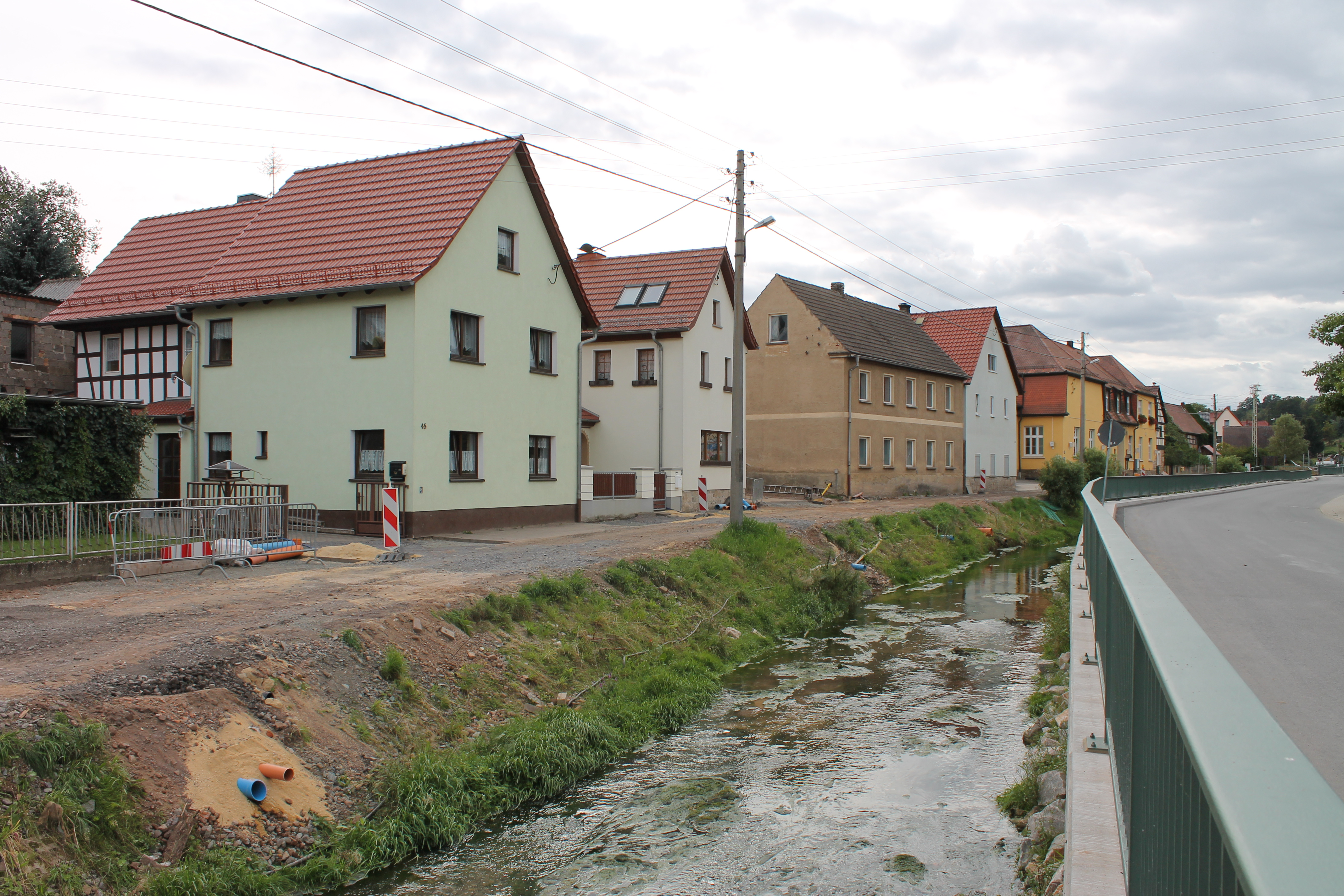
Erlbach
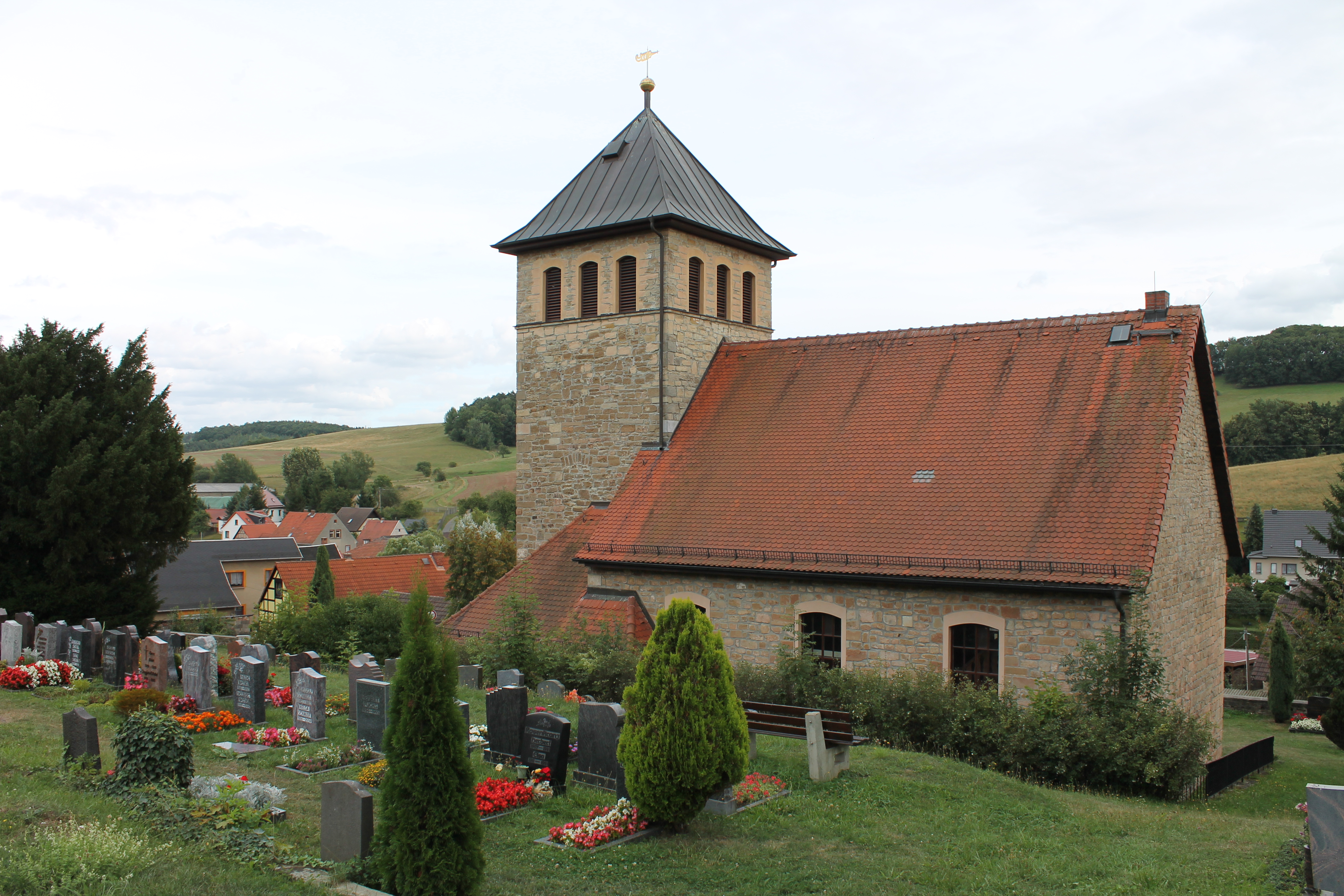
Kirche
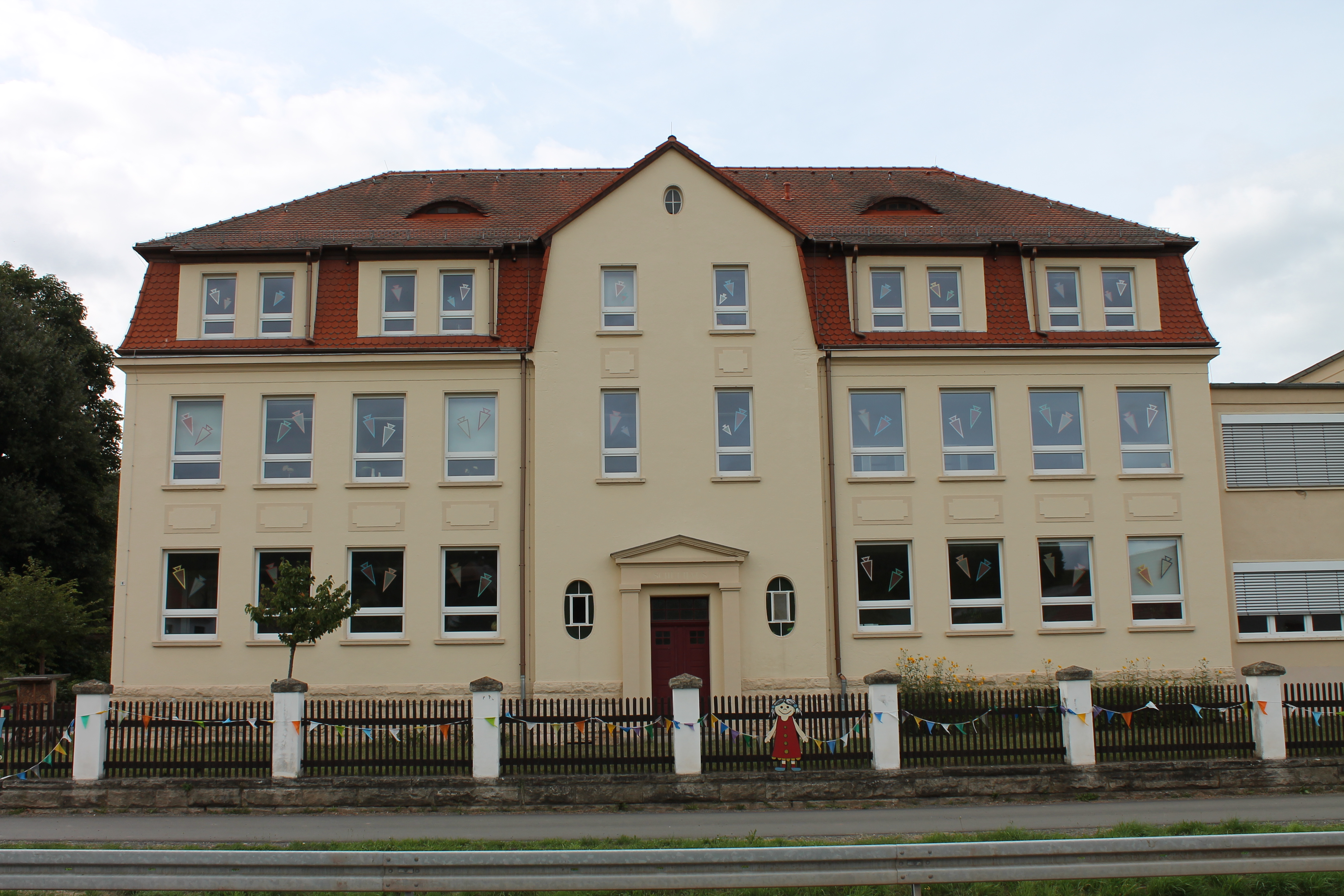
Schule
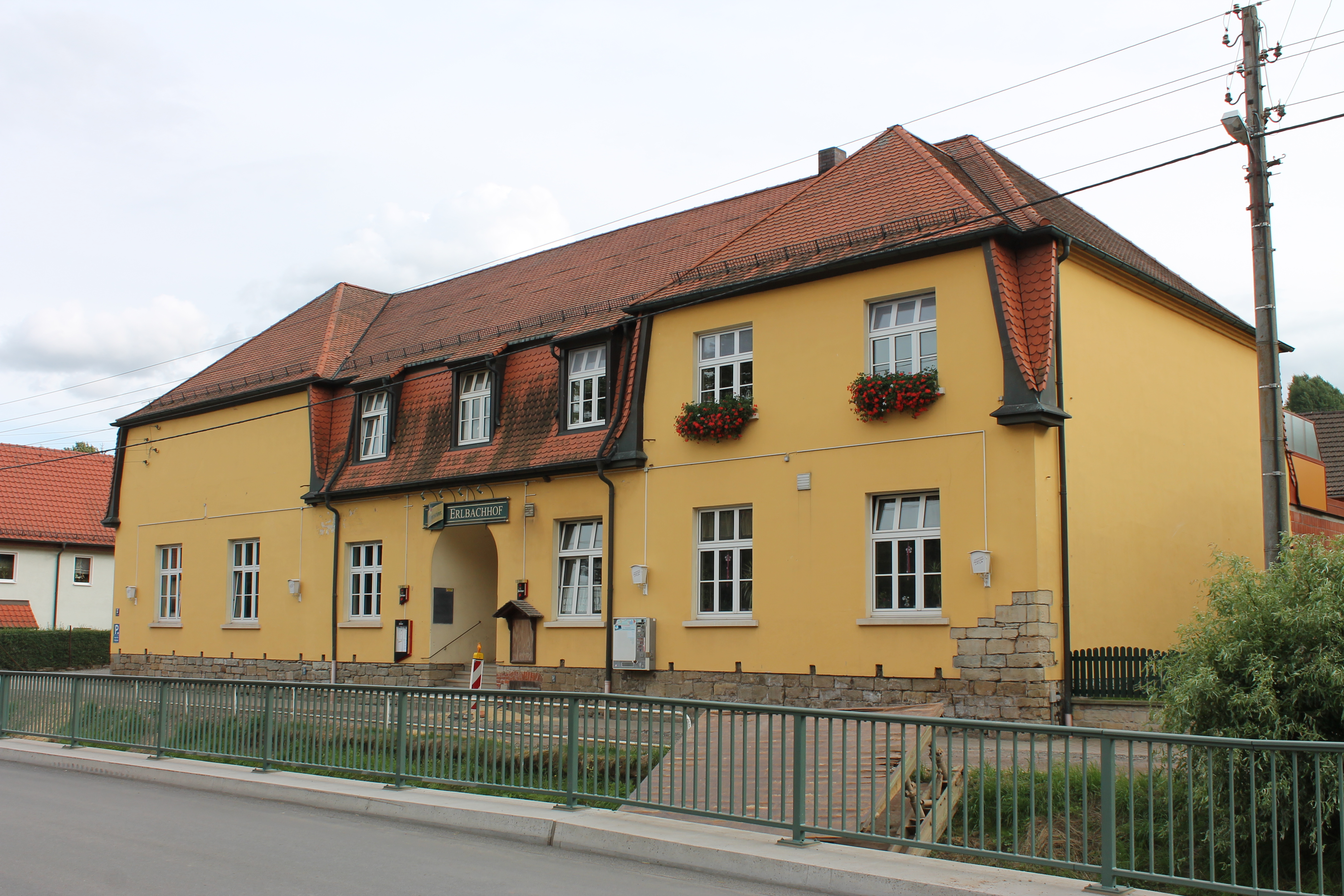
Gasthof